# فيا دي فيس
بلدية فيا دي فيس (بالإسبانية: Villa de Ves) هي بلدية تقع في مقاطعة البسيط التابعة لمنطقة كاستيا لا مانتشا وسط إسبانيا.

## الديموغرافيا
بلغ عدد سكان بلدية فيا دي فيس 56 نسمة عام 2011 (وفقاً للمعهد الوطني الإسباني للإحصاء).
| 68 | 69 | 63 | 67 | 70 | 60 | 56 |